# Oeceoclades zanzibarica
Oeceoclades zanzibarica är en orkidéart som först beskrevs av Victor Samuel Summerhayes, och fick sitt nu gällande namn av Leslie Andrew Garay och Peter Geoffrey Taylor. Oeceoclades zanzibarica ingår i släktet Oeceoclades och familjen orkidéer. Inga underarter finns listade i Catalogue of Life.